# Gisèle Pascal
Gisèle Pascal (właściwie Giselle Marie Madeleine Tallone; ur. 17 września 1923 w Cannes, zm. 1 lutego 2007 w Nîmes) – francuska aktorka, we Francji uznawana za jedną z największych gwiazd filmowych. 
Na srebrnym ekranie debiutowała w 1942 w filmie La Belle aventure {Piękna przygoda}. Zagrała łącznie w 28 produkcjach kinowych, w tym między innymi rolę Madame de Chaulmes w ekranizacji powieści Aleksandra Dumasa Le Masque de fer (Człowiek w żelaznej masce} z 1962. Po raz ostatni w filmie wystąpiła w 1988 w filmie Fest in Sattel Christine Kabisch.
Gisèle Pascal przez blisko 6 lat związana była z księciem Monako Rainierem III. Przyczyną rozstania był prawdopodobnie test medyczny, który błędnie wykazał, że Gisèle jest bezpłodna. Od 1955 aż do śmierci była zamężna z aktorem Raymondem Pellegrinem, z którym miała córkę Pascale Pellegrin, również aktorkę.